# Pycnocycla tomentosa
Pycnocycla tomentosa är en flockblommig växtart som beskrevs av Joseph Decaisne. Pycnocycla tomentosa ingår i släktet Pycnocycla och familjen flockblommiga växter. Inga underarter finns listade i Catalogue of Life.